# Hi (kana)

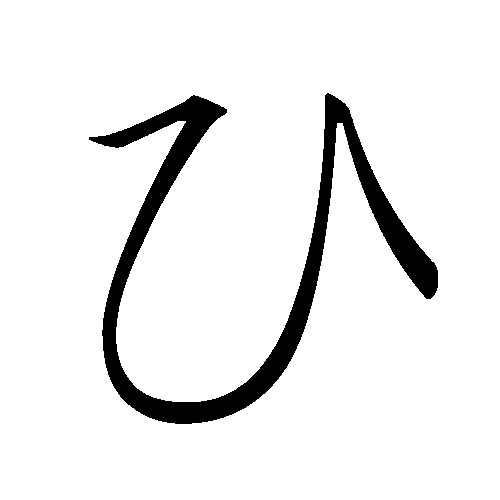
Hi w hiraganie

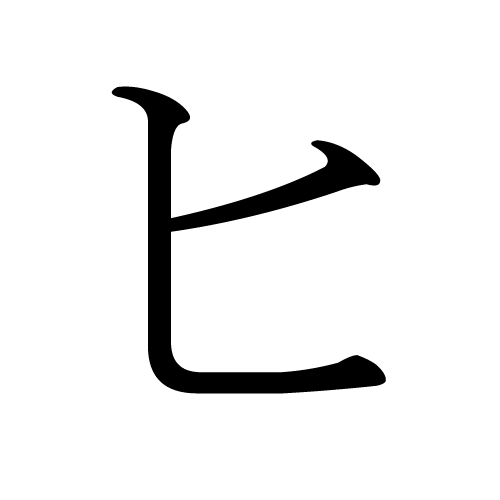
Hi w katakanie

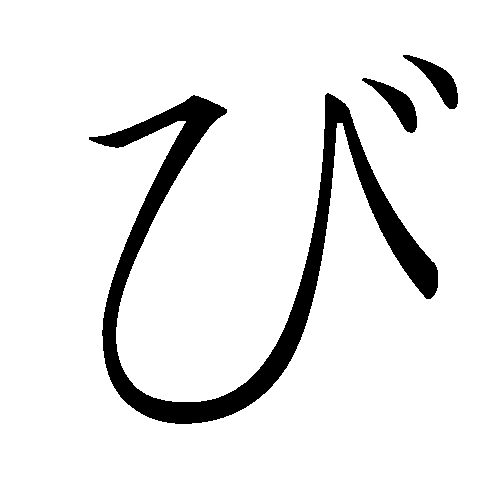
Bi w hiraganie

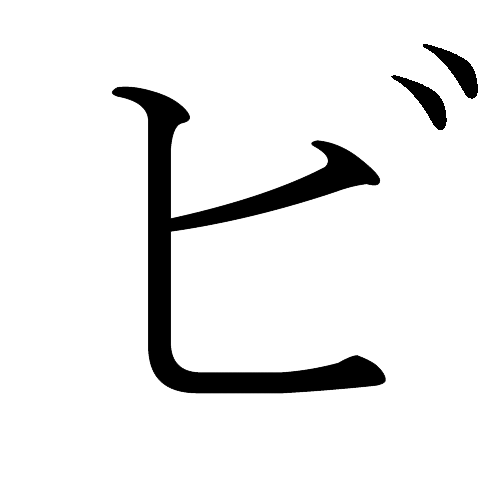
Bi w katakanie

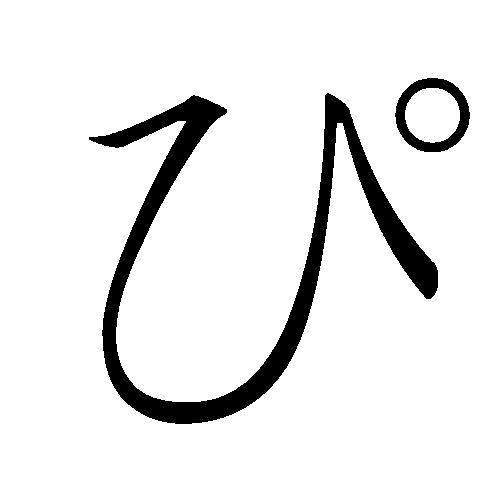
Pi w hiraganie

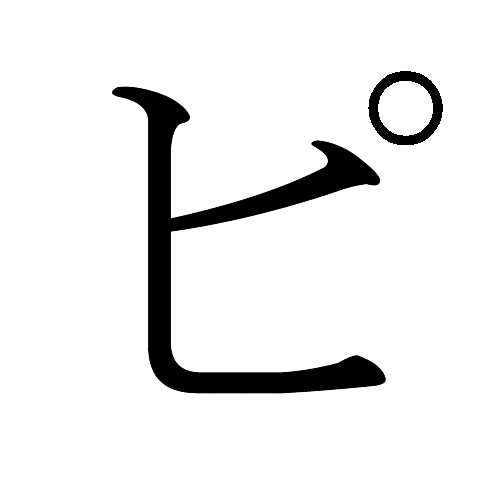
Pi w katakanie

Hi – dwudziesty siódmy znak japońskich sylabariuszy hiragana (ひ) i katakana (ヒ). Reprezentuje on sylabę hi. Pochodzi bezpośrednio od znaku 比 (obydwie wersje)
Podobnie jak każdy znak oznaczający sylabę z grupy H, hi może ulec udźwięcznieniu na dwa sposoby. Po dodaniu do obydwu wersji dakuten (び i ビ) znak wymawia się jak bi, natomiast jeśli dopisze się do niego handakuten (ぴ i ピ), jest wymawiany jak pi.

## Jotacje
Jak każda mora japońska kończąca się na "i", hi podlega procesowi jotacji, ale jedynie wtedy, jeśli do niej dopisze się pomniejszone znaki ya, yu lub yo. Jeśli po znaku hi występuje znak reprezentujący którąś z samogłosek, oba znaki wymawia się oddzielnie. Nie dotyczy to jedynie pomniejszonej wersji znaku e, który dopisany do hi zmienia wymowę znaków na hye (sylaba ta występuje jedynie w zapożyczeniach).
- hya- ひゃ/ヒャ
- hyu- ひゅ/ヒュ
- hyo- ひょ/ヒョ
- hye- ヒェ

Jotacji podlegają również sylaby bi oraz pi.
- bya- びゃ/ビャ
- byu- びゅ/ビュ
- byo- びょ/ビョ
- bye- ビェ

- pya- ぴゃ/ピャ
- pyu- ぴゅ/ピュ
- pyo- ぴょ/ピョ
- pye- ピェ

Sylaby po jotacji również mogą podlegać przedłużeniom na zasadach przewidzianych dla samogłosek kończących sylabę.